# Tmarus formosus
Tmarus formosus là một loài nhện trong họ Thomisidae.
Loài này thuộc chi Tmarus. Tmarus formosus được Cândido Firmino de Mello-Leitão miêu tả năm 1917.